# Épiez-sur-Meuse
Épiez-sur-Meuse é uma comuna francesa na região administrativa de Grande Leste, no departamento de Meuse. Estende-se por uma área de 8,19 km². Em 2010 a comuna tinha 44 habitantes (densidade: 5,4 hab./km²).